# Прохоров, Александр Михайлович
Алекса́ндр Миха́йлович Про́хоров (11 июля 1916, Атертон, штат Квинсленд, Австралия — 8 января 2002, Москва) — советский и российский физик, один из основоположников важнейшего направления современной физики — квантовой электроники, лауреат Нобелевской премии по физике за 1964 год (совместно с Николаем Басовым и Чарлзом Таунсом), один из изобретателей лазерных технологий. Академик АН СССР (1966). Дважды Герой Социалистического Труда (1969, 1986), лауреат Ленинской (1959), Государственной премии СССР (1980) и Государственной премии Российской Федерации (1998).

## Биография
Родился 11 июля 1916 года в австралийском городе Атертон (штат Квинсленд) в семье русского рабочего-революционера Михаила Ивановича Прохорова (1882—1941), бежавшего от преследований царского режима, и Марии Ивановны Михайловой (1882—1944). Русский. В 1923 году семья вернулась на родину. Член ВЛКСМ с 1930 по 1944 год. В 1939 году он с отличием окончил физический факультет Ленинградского государственного университета и поступил в аспирантуру Физического института АН СССР. После начала Великой Отечественной войны ушёл на фронт, сражался в пехоте, в разведке, был награждён. В 1944 году после тяжёлого ранения был демобилизован и вернулся к научной работе. Кандидат физико-математических наук (1947). Член ВКП(б) с 1950 года, в 1952 году защитил докторскую диссертацию.
На протяжении 1946—1982 годов работал в ФИАНе, с 1954 года возглавлял Лабораторию колебаний, с 1968 года являлся заместителем директора. В 1982 году назначен директором Института общей физики АН СССР, который возглавлял до 1998 года, а затем являлся его почётным директором. Руководитель лаборатории радиоспектроскопии НИИ ядерной физики МГУ (1954—1961). Одновременно преподавал в МГУ (с 1959 года в должности профессора; в 1980—1988 годах заведующий кафедрой оптики и спектроскопии физического факультета) и МФТИ, где с 1971 года заведовал кафедрой.
10 июня 1960 года избран членом-корреспондентом АН СССР по Отделению физико-математических наук, а 1 июля 1966 года — академиком по Отделению общей и прикладной физики. В течение двадцати лет (1973—1993) являлся академиком-секретарём Отделения общей физики и астрономии, был членом и в конце жизни советником Президиума Академии наук. Создал большую школу физиков, воспитал многих крупных учёных (его учениками считают себя академики Ж. И. Алфёров, Г. А. Месяц, Е. П. Велихов, В. Е. Фортов, В. В. Осико, Е. М. Дианов и другие). С 2002 года имя Прохорова носит Институт общей физики РАН.
В 1973 году стал одним из учёных, подписавших письмо в газету «Правда» с критикой академика А. Д. Сахарова. Наряду с академиками А. А. Дородницыным, Г. К. Скрябиным и А. Н. Тихоновым подписал письмо «Когда теряют честь и совесть» («Правда», 2 июля 1983; «Известия», 3 июля 1983) с осуждением работы Сахарова «Опасность термоядерной войны».
Являлся председателем научно-редакционного совета издательства «Большая Российская энциклопедия» (1969—2001) и главным редактором третьего издания Большой советской энциклопедии. Был главным редактором Физической энциклопедии и Физического энциклопедического словаря, а в 1991 году возглавил создание Большого энциклопедического словаря.
Был главным редактором международного журнала «Laser Physics», членом редколлегии журнала «Поверхность: физика, химия, механика».
Скончался на 86-м году жизни 8 января 2002 года в Москве, похоронен на Новодевичьем кладбище. Авторы памятника: скульптор М. Д. Народицкий и архитектор И. И. Фёдоров.

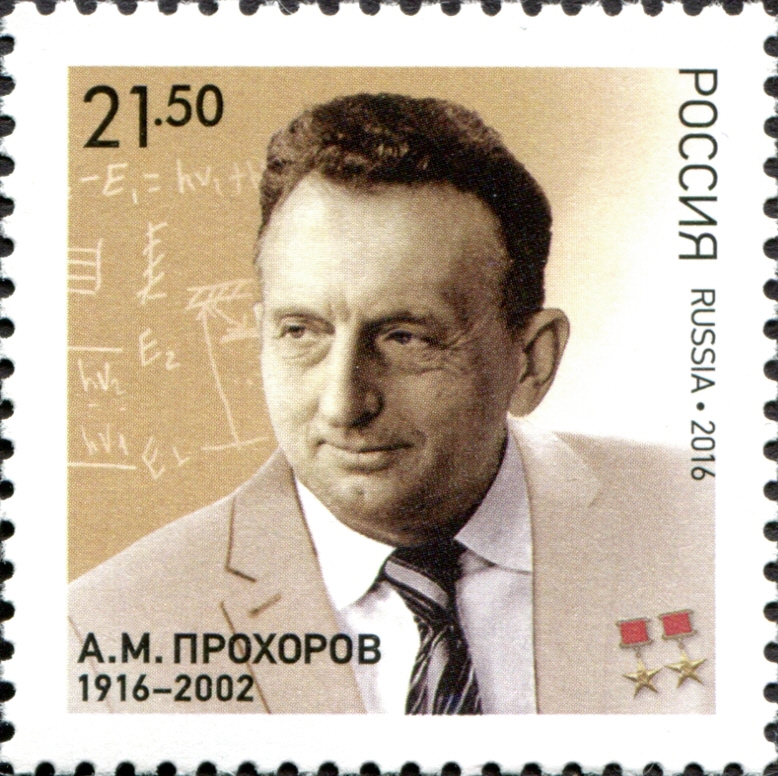
Почтовая марка России 2016 года, к 100-летию учёного

## Научная деятельность
Научные работы посвящены радиофизике, физике ускорителей, радиоспектроскопии, квантовой электронике и её приложениям, нелинейной оптике. В первых работах он исследовал распространение радиоволн вдоль земной поверхности и в ионосфере. После войны он деятельно занялся разработкой методов стабилизации частоты радиогенераторов, что легло в основу его кандидатской диссертации. Он предложил новый режим генерации миллиметровых волн в синхротроне, установил их когерентный характер и по результатам этой работы защитил докторскую диссертацию (1951).
Разрабатывая квантовые стандарты частоты, совместно с Н. Г. Басовым сформулировал основные принципы квантового усиления и генерации (1953), что было реализовано при создании первого квантового генератора (мазера) на аммиаке (1954). В 1955 году они предложили трёхуровневую схему создания инверсной населённости уровней, нашедшую широкое применение в мазерах и лазерах. Несколько следующих лет были посвящены работе над парамагнитными усилителями СВЧ-диапазона, в которых было предложено использовать ряд активных кристаллов, таких как рубин, подробное исследование свойств которого оказалось чрезвычайно полезным при создании рубинового лазера.
Некоторое время занимался СВЧ-техникой, однако затем решил переключиться на лазеры и заставил коллектив подчиниться своему решению, разбив в лаборатории приборы по старой тематике. Последовавший скандал лишил коллектив половины сотрудников (уволились), но оставшиеся начали заниматься новым для себя делом. В результате Нобелевская премия досталась именно за лазеры.
В 1958 году Прохоров предложил использовать открытый резонатор при создании квантовых генераторов. За основополагающую работу в области квантовой электроники, которая привела к созданию лазера и мазера, Прохоров и Н. Г. Басов были награждены Ленинской премией в 1959 году, а в 1964 году совместно с Ч. Х. Таунсом — Нобелевской премией по физике.
С 1960 года создал ряд лазеров различных типов: лазер на основе двухквантовых переходов (1963), ряд непрерывных лазеров и лазеров в ИК-области, мощный газодинамический лазер (1966). Он исследовал нелинейные эффекты, возникающие при распространении лазерного излучения в веществе: многофокусная структура волновых пучков в нелинейной среде, распространение оптических солитонов в световодах, возбуждение и диссоциация молекул под действием ИК-излучения, лазерная генерация ультразвука, управление свойствами твёрдого тела и лазерной плазмы при воздействии световыми пучками. Эти разработки нашли применение не только для промышленного производства лазеров, но и для создания систем дальней космической радиосвязи, лазерного термоядерного синтеза, волоконно-оптических линий связи и многих других.
Прохоров — автор научного открытия «Светогидравлический эффект», которое занесено в Государственный реестр открытий СССР под № 65 с приоритетом от 28 февраля 1963 года в следующей формулировке:

«Экспериментально установлено неизвестное ранее явление возникновения гидравлического ударного импульса при поглощении внутри жидкости светового луча квантового генератора».

## Семья
Жена Галина Алексеевна (Шелепина) (1913—1993, в браке с 1941)
Сын Кирилл (р. 1945).
Внуки Александр (р. 1973), Дарья (р. 1986)

## Награды
- Дважды Герой Социалистического Труда (13 марта 1969 года, 10 июля 1986 года).
- Орден «За заслуги перед Отечеством» II степени (7 июня 1996 года) — за заслуги перед государством, большой личный вклад в развитие науки и подготовку высококвалифицированных кадров[16].
- Пять орденов Ленина (27 апреля 1967 года, 13 марта 1969 года, 17 сентября 1975 года, 11 мая 1981 года, 10 июля 1986 года).
- Орден Отечественной войны I степени (11 марта 1985 года).
- Медаль «За отвагу» (13 апреля 1945 года).
- Орден Мира и Дружбы (ВНР, 1975).
- Орден «Кирилл и Мефодий» 1 степени (НРБ, 1979).
- Нобелевская премия по физике (1964).
- Ленинская премия (1959).
- Государственная премия СССР (1980).
- Две премии Совета Министров СССР (1988, 1989).
- Государственная премия Российской Федерации в области науки и техники (1998).
- Премия Правительства Российской Федерации в области науки и техники за 2003 год (16 февраля 2004 года) — за разработку научных и технологических основ метрологического обеспечения измерений длины в микроволновом и нанометровом диапазонах и их внедрение в микроэлектронику и нанотехнологию[17].
- Благодарность Президента Российской Федерации (2 марта 2000 года) — за большой личный вклад в развитие научного книгоиздания[18]
- Премия имени Л. И. Мандельштама (1948).
- Демидовская премия (2001).
- Медаль Гельмгольца (1987).
- Медаль Фредерика Айвса (2000).
- Большая золотая медаль имени М. В. Ломоносова (1987).
- Иностранный член Чехословацкой АН (1982)[19], Болгарской АН (1983) и НАН Беларуси (1995).
- Член Леопольдины (1983)[20].
- Почётный член Академии наук Молдовы (1992)[21].

## Фильмы
В 1985 году киностудия «Леннаучфильм» выпустила научно-популярный фильм «Конструкторы лучей», (режиссёр — А. Слободской, оператор В. А. Петров). Фильм посвящён достижениям Института общей физики АН СССР во главе с академиком Прохоровым, в особенности работам по лазерным лучам. В фильме использовано интервью с академиком Прохоровым и показана работа сотрудников института.

## Память

Могила А. М. Прохорова на Новодевичьем кладбище Москвы

- 1 марта 2012 года авиакомпания «Аэрофлот» назвала в честь А. М. Прохорова поступивший в эксплуатацию самолёт Airbus A321[22].
- Институт общей физики имени А. М. Прохорова РАН.
- Инженерная академия Российской Федерации имени А. М. Прохорова.
- Золотая медаль имени А. М. Прохорова РАН.
- Памятник академику Прохорову на Университетском проспекте в Москве (открыт 9 июля 2015). Памятник выполнен по архитектурно-художественному проекту скульптора Екатерины Казанской и архитектора Алексея Тихонова[23][24].
- Площадь Академика Прохорова в Москве в Гагаринском районе (названа в октябре 2016 года).
- В честь А. М. Прохорова в 1999 году назван астероид (7269) Алпрохоров, открытый в 1975 году советским астрономом Т. М. Смирновой.

## Статьи
- А. М. Прохоров, Н. Г. Басов. Молекулярный генератор и усилитель // УФН. — 1955. — Т. 57, № 3. — С. 485—501.
- А. М. Прохоров, Б. Д. Осипов, Н. Г. Басов. Письма в редакцию. о молекулярном генераторе без использования молекулярного пучка // УФН. — 1956. — Т. 59, № 2.
- А. А. Маненков, А. М. Прохоров, Г. М. Зверев, Л. С. Корниенко, Н. В. Карлов. Применение парамагнитных кристаллов в квантовой электронике // УФН. — 1962. — Т. 77, № 1. — С. 61—108.
- А. М. Прохоров. Квантовая электроника // Успехи физических наук. — 1965. — Т. 85, № 4. — С. 599—604.
- В. Н. Луговой, А. М. Прохоров. Самофокусировка интенсивных световых пучков // УФН. — 1970. — Т. 100, № 3.
- А. М. Прохоров, В. Н. Луговой. Теория распространения мощного лазерного излучения в нелинейной среде // УФН. — 1973. — Т. 111, № 2. — С. 203—247.
- А. М. Прохоров, В. И. Шитов, К. С. Гочелашвили, Ф. В. Бункин. Распространение лазерного излучения в случайно-неоднородных средах // УФН. — 1974. — Т. 114, № 3. — С. 415—546.
- А. М. Прохоров. Новые журналы по физике и астрономии // УФН. — 1975. — Т. 116, № 2. — С. 363—365.
- А. М. Прохоров. Физика твёрдого тела и её роль в науке и практике // УФН. — 1976. — Т. 118, № 2. — С. 193—198.
- Н. В. Карлов, А. М. Прохоров. Лазерное разделение изотопов // УФН. — 1976. — Т. 118, № 4. — С. 583—609.
- А. М. Прохоров, П. П. Пашинин, С. И. Анисимов. Лазерный термоядерный синтез // УФН. — 1976. — Т. 119, № 3. — С. 401—424.
- А. М. Прохоров, Ф. В. Бункин. Использование лазерного источника энергии для создания реактивной тяги // УФН. — 1976. — Т. 119, № 3. — С. 425—446.
- А. М. Прохоров, В. К. Конюхов. Второе начало термодинамики и квантовые генераторы с тепловым возбуждением // УФН. — 1976. — Т. 119, № 3. — С. 541—550.
- А. М. Прохоров, Н. В. Карлов. Селективные процессы на границе раздела двух сред, индуцированные резонансным лазерным излучением // УФН. — 1977. — Т. 123, № 1. — С. 58—82.
- А. М. Прохоров, Л. В. Гурвич. Нетрадиционные приложения термодинамики // УФН. — 1978. — Т. 126, № 2.
- А. Г. Боганов, М. М. Бубнов, Е. М. Дианов, A. М. Прохоров, В. С. Руденко, С. Я. Русанов, М. М. Шульц. Волоконный световод из безводного кварцевого стекла с отражающей оболочкой из силиконовой резины // Квантовая электроника. — 1981. — Т. 8, № 1. — С. 176–178.
- А. М. Прохоров, В. Е. Фортов, С. И. Анисимов. Применение мощных лазеров для исследования вещества при сверхвысоких давлениях. // УФН. — 1984. — Т. 142, № 3.
- А. М. Прохоров, А. Н. Агеев, Г. А. Смоленский. Оптические явления в тонкоплёночных магнитных волноводах и их техническое использование. // УФН. — 1984. — Т. 143, № 5.
- А. М. Прохоров. К 25-летнему юбилею лазера. // УФН. — 1986. — Т. 148, № 1.